# Åldanskär (vid Lempnäs, Houtskär)
Åldanskär är öar i Finland. De ligger i Skärgårdshavet och i kommunen Pargas i landskapet Egentliga Finland, i den sydvästra delen av landet. Öarna ligger omkring 55 kilometer väster om Åbo och omkring 200 kilometer väster om Helsingfors.
Arean för den av öarna koordinaterna pekar på är 1,9 hektar och dess största längd är 200 meter i sydöst-nordvästlig riktning. Runt Åldanskär är det glesbefolkat, med 8 invånare per kvadratkilometer. Närmaste större samhälle är Korpo, 19,8 km sydost om Åldanskär.